# Auðumbla

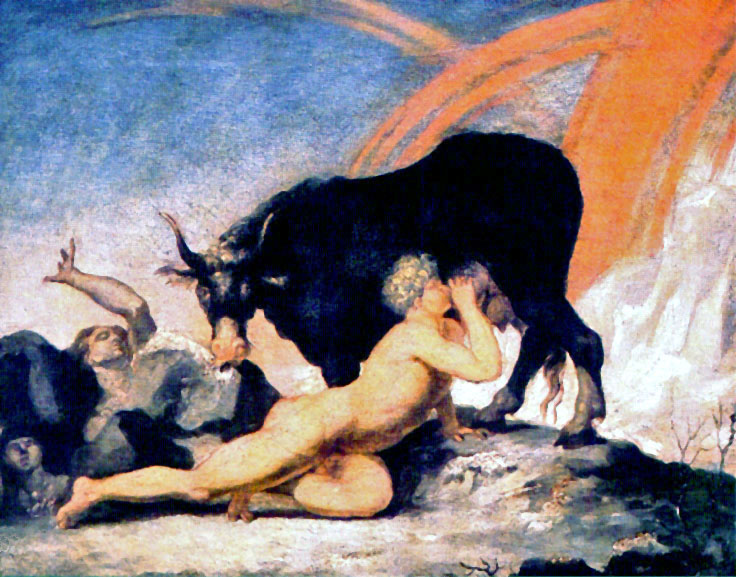
Enquanto Ímer bebe na teta de Auðumbla, Búri é formado do gelo; pintura de Nicolai Abraham Abildgaard (1790)

Na mitologia nórdica, Audumbla (ou Audhumla, Audhumbla; nórdico antigo: Auðhumbla) era a vaca alimentadora, a Mãe terra, nascida como Ímer, do gelo derretido.
A vaca, para os germânicos, era o ancestral da vida, símbolo da fecundidade. Das tetas da vaca Audumbla corriam quatro rios de leite, ela se alimentava do sal que o gelo continha, e que ela fundia ao lamber. Enquanto Ímer bebia o leite e ganhava novas forças, a vaca fez surgir, das cálidas gotas que salpicavam os rochedos cobertos de neve, outro ser vivo e de forma humana, Búri. Primeiro, seus cabelos tomaram forma, depois a cabeça e por fim o corpo todo. Búri, que gerou Borr, que gerou Odin, Vili e Vé.